# US Saint Pierre
Union Spotive Saint Pierre is een voetbalclub uit Congo-Brazzaville uit de stad Pointe-Noire. US Saint Pierre komt uit in de Premier League, de nationale voetbalcompetitie van Congo-Brazzaville.